# Tufara
Tufara é uma comuna italiana da região do Molise, província de Campobasso, com cerca de 1.120 habitantes. Estende-se por uma área de 35 km², tendo uma densidade populacional de 32 hab/km². Faz fronteira com Castelvetere in Val Fortore (BN), Celenza Valfortore (FG), Gambatesa, Riccia, San Bartolomeo in Galdo (BN), San Marco la Catola (FG).

## Demografia
| Variação demográfica do município entre 1861 e 2011                               |
|                                                                                   |
| Fonte: Istituto Nazionale di Statistica (ISTAT) - Elaboração gráfica da Wikipedia |